# Condado de Wołomin
Condado de Wołomin (polaco: powiat wołomiński) é um powiat (condado) da Polónia, na voivodia de Mazóvia. A sede do condado é a cidade de Wołomin. Estende-se por uma área de 955,37 km², com 203 749  habitantes, segundo os censos de XII 2006, com uma densidade 211,90 hab/km².

## Divisões admistrativas
O condado possui:
Comunas urbanas: Kobyłka, Marki, Ząbki, Zielonka
Comunas urbana-rurais: Radzymin, Tłuszcz, Wołomin
Comunas rurais: Dąbrówka, Jadów, Klembów, Poświętne, Strachówka
Cidades: Kobyłka, Marki, Ząbki, Zielonka, Radzymin, Tłuszcz, Wołomin

## Demografia
População (dados de 30 de Junho de 2006):
|          | Total   | Total | Mulheres | Mulheres | Homens  | Homens |
| -------- | ------- | ----- | -------- | -------- | ------- | ------ |
|          | pessoas | %     | pessoas  | %        | pessoas | %      |
| Total    | 202 444 | 100   | 104551   | 51,65    | 97 893  | 48,35  |
| Cidades  | 134 733 | 100   | 70 616   | 52,42    | 64 117  | 47,58  |
| Povoados | 67 711  | 100   | 33 935   | 50,12    | 33 776  | 49,88  |